# Абу Наср Кубави
Абу́ Наср Кубави́ (перс. ابو نصر قباوى‎, годы жизни неизвестны) — среднеазиатский историк и переводчик XII века.
Его полное имя: Абу Наср Ахмад ибн Мухаммад ибн Наср Кубави. Уроженец города Куба́ в Ферганской долине (совр. Узбекистан).
«История Бухары» («Тарих Бухара») Наршахи была написана на арабском языке в 943 или 944 году (332 год хиджры) для Саманидского эмира Насра ибн Нуха. В 1128 году (522 г. х.) Абу Наср Кубави перевёл её на более распространённый в этом регионе персидский язык. Во вступлении он написал: «Так как большинство людей не проявляют желания читать книгу на арабском, мои друзья попросили перевести её на персидский».
Абу Наср Кубави сократил изначальный текст Наршахи, а также добавил подробности про эпоху Саманидов вплоть до 975 года. При внесении дополнений Кубави опирался на другие источники, например, «Хазаин аль-улум» («Хранилища знаний») Абу-ль-Хасана Абд ар-Рахмана Нишапури.
В 1178 году (547 г. х.) текст был вновь сокращён и дополнен Мухаммадом ибн Зуфаром, который довёл повествование до XII века. Он посвятил свой труд Бурхан ад-Дину Бухари — главе ханафитов Бухары и представителю знатного семейства Бурхан. Позднее текст был вновь обработан неизвестным автором, который добавил сведения о более поздних событиях, например, о взятии Бухары хорезмшахом Мухаммедом в 1207 году и о завоевании города монголами в 1219 году.
Несколько копии рукописей данного произведения хранятся в институте востоковедения Академии наук Узбекистана, отделе рукописей Национальной библиотеки Таджикистана, архиве рукописей Института языка и литературы Академии наук Таджикистана, а также в библиотеках Москвы и Санкт-Петербурга.